# Volleyball-DDR-Meisterschaft (Männer) 1982
Die DDR-Volleyballmeisterschaft der Männer wurde 1982 zum 31. Mal ausgetragen. Der SC Leipzig, zuletzt 1976 DDR-Meister, errang seinen 20. Meistertitel, vor dem TSC Berlin, der nach zehn Jahren wieder zu Medaillenehren kam. Der Meisterschaftsbeginn erfolgte bereits Ende Dezember 1981.

## Modus
Die vier Klubmannschaften (SC Dynamo Berlin, SC Traktor Schwerin, SC Leipzig und TSC Berlin) ermittelten in vier Turnieren den Meister. Bei den Turnieren spielte jeweils jeder gegen jeden.

## Ergebnisse

### 1. Turnier in Ost-Berlin (TSC)
Das 1. Turnier fand vom 28. Dezember bis 30. Dezember 1981 in der TSC-Halle in Ost-Berlin statt.
| Paarung                | Paarung | Paarung             | Ergebnis                              |
| ---------------------- | ------- | ------------------- | ------------------------------------- |
| Montag: 28. Dezember   |         |                     |                                       |
| TSC Berlin             | –       | SC Traktor Schwerin | 3:0 – (15:10, 15:10, 15:7)            |
| SC Dynamo Berlin       | –       | SC Leipzig          | 0:3 – (6:15, 12:15, 10:15)            |
| Dienstag: 29. Dezember |         |                     |                                       |
| SC Traktor Schwerin    | –       | SC Leipzig          | 1:3 – (8:15, 15:11, 11:15, 13:15)     |
| SC Dynamo Berlin       | –       | TSC Berlin          | 3:1 – (15:9, 15:6, 5:15, 15:6)        |
| Mittwoch: 30. Dezember |         |                     |                                       |
| SC Leipzig             | –       | TSC Berlin          | 2:3 – (15:7, 15:8, 12:15, 5:15, 3:15) |
| SC Traktor Schwerin    | –       | SC Dynamo Berlin    | 0:3 – (5:15, 9:15, 5:15)              |

### 2. Turnier in Leipzig
Das 2. Turnier fand vom 8. Januar bis 10. Januar 1982 in der Sporthalle Brüderstraße in Leipzig statt.
| Paarung              | Paarung | Paarung             | Ergebnis                                |
| -------------------- | ------- | ------------------- | --------------------------------------- |
| Freitag: 8. Januar   |         |                     |                                         |
| SC Leipzig           | –       | TSC Berlin          | 2:3 – (12:15, 15:9, 14:16, 15:10, 6:15) |
| SC Traktor Schwerin  | –       | SC Dynamo Berlin    | 0:3 – (16:17, 12:15, 8:15)              |
| Sonnabend: 9. Januar |         |                     |                                         |
| TSC Berlin           | –       | SC Dynamo Berlin    | 1:3 – (12:15, 15:5, 6:15, 15:17)        |
| SC Traktor Schwerin  | –       | SC Leipzig          | 0:3 – (9:15, 10:15, 4:15)               |
| Sonntag: 10. Januar  |         |                     |                                         |
| SC Dynamo Berlin     | –       | SC Leipzig          | 0:3 – (9:15, 10:15, 12:15)              |
| TSC Berlin           | –       | SC Traktor Schwerin | 2:3 – (15:4, 15:11, 8:15, 13:15, 9:15)  |

### 3. Turnier in Schwerin
Das 3. Turnier fand vom 15. Januar bis 17. Januar 1982 in Schwerin statt.
| Paarung                            | Paarung | Paarung             | Ergebnis                               |
| ---------------------------------- | ------- | ------------------- | -------------------------------------- |
| Freitag: 15. Januar ab 17:00 Uhr   |         |                     |                                        |
| SC Traktor Schwerin                | –       | SC Dynamo Berlin    | 3:1 – (10:15, 15:6, 15:7, 15:10)       |
| SC Leipzig                         | –       | TSC Berlin          | 3:0 – (15:9, 15:11, 15:10)             |
| Sonnabend: 16. Januar ab 15:00 Uhr |         |                     |                                        |
| SC Dynamo Berlin                   | –       | TSC Berlin          | 2:3 – (15:9, 11:15, 4:15, 15:12, 9:17) |
| SC Leipzig                         | –       | SC Traktor Schwerin | 3:0 – (15:13, 15:10, 15:8)             |
| Sonntag: 17. Januar ab 14:00 Uhr   |         |                     |                                        |
| TSC Berlin                         | –       | SC Traktor Schwerin | 3:1 – (15:13, 15:9, 8:15, 15:5)        |
| SC Dynamo Berlin                   | –       | SC Leipzig          | 0:3 – (1:15, 2:15, 7:15)               |

### 4. Turnier in Ost-Berlin (Dynamo)
Das 4. Turnier fand vom 5. Februar bis 7. Februar 1982 in der Dynamo-Halle IV im Sportforum Hohenschönhausen in Ost-Berlin statt.
| Paarung                            | Paarung | Paarung             | Ergebnis                          |
| ---------------------------------- | ------- | ------------------- | --------------------------------- |
| Freitag: 5. Februar ab 17:00 Uhr   |         |                     |                                   |
| SC Dynamo Berlin                   | –       | SC Leipzig          | 0:3 – (12:15, 12:15, 8:15)        |
| TSC Berlin                         | –       | SC Traktor Schwerin | 3:0 – (15:7, 15:6, 15:10)         |
| Sonnabend: 6. Februar ab 15:00 Uhr |         |                     |                                   |
| SC Leipzig                         | –       | SC Traktor Schwerin | 3:1 – (15:3, 12:15, 15:10, 15:6)  |
| TSC Berlin                         | –       | SC Dynamo Berlin    | 3:1 – (15:7, 15:17, 15:0, 15:12)  |
| Sonntag: 7. Februar ab 14:00 Uhr   |         |                     |                                   |
| SC Traktor Schwerin                | –       | SC Dynamo Berlin    | 3:1 – (2:15, 15:13, 15:11, 15:10) |
| SC Leipzig                         | –       | TSC Berlin          | 1:3 – (13:15, 15:6, 10:15, 5:15)  |

## Abschlusstabelle
| Pl. | Verein                       | Verein               | S | N | Sätze | Punkte |
| --- | ---------------------------- | -------------------- | - | - | ----- | ------ |
| 1   | Logo vom SC Leipzig          | SC Leipzig           | 9 | 3 | 32:11 | 21     |
| 2   | Logo vom TSC Berlin          | TSC Berlin           | 8 | 4 | 28:21 | 20     |
| 3   | Logo vom SC Dynamo Berlin    | SC Dynamo Berlin (M) | 4 | 8 | 17:26 | 16     |
| 4   | Logo vom SC Traktor Schwerin | SC Traktor Schwerin  | 3 | 9 | 12:31 | 15     |

(M) Vorjahresmeister

## Meistermannschaft
| 1.                  | SC Leipzig |
| ------------------- | --- |
| Logo vom SC Leipzig | Spieler: Steffen Bohne, Jörg Meschke, Lutz Hofmann, Jan-Türk Daßler, Edgar Heinold, Norbert Kleine, Hans-Peter Wippich , Matthias Wagner, René Kertzscher, Ingo Achtelik, Ralf Kniebel, Andreas Grasreiner Trainer: Siegfried Schneider |